# Teoria degli equilibri punteggiati
La teoria degli equilibri punteggiati è un modello scientifico sviluppato nell'ambito della teoria dell'evoluzione per selezione naturale, elaborato e proposto per la prima volta dai paleontologi e biologi americani Niles Eldredge e Stephen Jay Gould, nel 1972.
Tale teoria sostiene che i cambiamenti evolutivi avvengano in periodi di tempo relativamente brevi sotto l'impulso di forze selettive ambientali; questi periodi di variazione evolutiva sarebbero intervallati da lunghi periodi di stabilità evolutiva: nei periodi di stabilità il fenotipo delle forme di vita sarebbe rimasto sostanzialmente stabile, mentre nei periodi di variabilità i fenotipi delle forme di vita si sarebbero diversificati fino a portare all'attuale biodiversità; il breve secondo Gould è stato a volte frainteso, confondendolo con il termine immediato, bisogna infatti ricordare che il breve di Gould si riferisce alle scale geologiche, pertanto risultano essere brevi i periodi temporali pari od inferiori ai 200.000/300.000 anni.
All'interno della teoria dell'evoluzione per selezione naturale, Gould formulò un modello temporale definendolo equilibri punteggiati (o puntati). Tale modello di diversificazione nel tempo degli organismi viventi (speciazione) si contrappose al modello di speciazione definito gradualismo filetico promosso dal darwinismo classico, dove con gradualismo si intendeva però un processo lento e costante.
Il neodarwinismo utilizza un modello temporale di speciazione definito evoluzione graduale ed a velocità non costante; questo modello temporale del corpo teorico dell'evoluzione ha portato alla sostanziale convergenza delle argomentazioni neodarwiniste e degli equilibri, per questo motivo si ritiene che il modello degli equilibri non abbia apportato un sostanziale mutamento all'accezione neodarwinista del tempo evolutivo. Il neodarwinismo, pertanto, permane come la teoria evolutiva attualmente più accreditata in campo scientifico.

## Principi della teoria

Equilibri punteggiati, in basso: consiste di lunghi periodi di stabilità intervallati a momenti di rapida differenziazione

Gould ed Eldredge basarono la loro teoria sulla allora carenza di testimonianze fossili le quali risultavano poco coerenti con una teoria evolutiva incentrata sulla costanza dell'evoluzione. La teoria degli equilibri punteggiati postulò che le specie rimanessero stabili per lungo tempo e che variassero in brevi periodi.

## Punti principali
- Le nuove specie sorgono in seguito a una scissione della linea evolutiva.
- Vi sono periodi temporali all'interno dei quali le nuove specie si differenziano rapidamente, altri in cui tendono a rimanere stabili.
- All'origine della nuova specie si trova una piccola sottopopolazione della forma ancestrale.
- La nuova specie si origina in una parte piccolissima dell'ambito di distribuzione geografica della specie ancestrale, in un'area isolata alla periferia di questo ambito (Eldredge, Gould, 1972).

La teoria propose un modello alternativo, volto a confutare l'aggettivazione di costante data al gradualismo filetico.
Tali principi furono: 
- Le nuove specie si originano dalla trasformazione di una popolazione antenata nelle sue discendenti modificate.
- Questa trasformazione è graduale ma a velocità variabile secondo i casi.
- La trasformazione avviene quando una popolazione è isolata dal punto di vista riproduttivo.
- La trasformazione ha luogo in tutto l'ambito di distribuzione della popolazione antenata, o almeno in gran parte di esso.

## Equilibri punteggiati e neodarwinismo
Stephen Jay Gould viene identificato come il padre di questo modello (nonostante egli abbia sempre rifiutato tale attribuzione), ha affermato che questo modello trova applicazione all'interno della formazione di Phyla, in quanto per il darwinismo classico, l'evoluzione procede gradualmente, con il passaggio di una specie all'altra in maniera costante, quasi senza soluzione di continuità, ma i ritrovamenti di strati rocciosi all'interno dei quali si ritrovano moltissime evidenze di evoluzione intervallati da strati rocciosi all'interno dei quali i fossili non mostrano segni evidenti di evoluzione è per Gould la dimostrazione della validità delle proprie argomentazioni. 
I riscontri paleontologici e geologici derivanti dallo studio delle rocce depostesi negli ultimi 600 milioni di anni della storia della Terra forniscono un supporto al modello degli equilibri punteggiati, in particolar modo rivelando fasi geologiche in cui si osservarono oscillazioni macroscopiche delle temperature medie sulla superficie terrestre, del livello del mare, del tasso di CO2, dell'attività tettonica, della biodiversità e degli impatti meteoritici.
Il primo a sostenere che la velocità dell'evoluzione non fosse costante fu lo stesso Darwin il quale affermava che:
(Charles Darwin; L'origine delle specie; 1872; 6ª edizione; capitolo XV)
Il punto della discordia emerse in considerazione che con il termine evoluzione graduale alcuni contemporanei di Gould ritenevano la velocità dell'evoluzione come costante.
Per il neodarwinismo il termine velocità evolutiva si riferisce alla costanza o meno dell'evoluzione in relazione al tempo, cioè se l'evoluzione d'una specie è costante o intervalla momenti di stasi a momenti di veloce evoluzione. Con il termine gradualismo ci si riferisce pertanto al lungo periodo necessario a formare una nuova specie ed è stato quindi scelto in contrapposizione all'evoluzione per salti o saltazionismo che invece ipotizza la formazione d'una nuova specie in poche o direttamente in una sola generazione.
La teoria neodarwinista afferma lo stesso concetto di tempo evolutivo della formulazione originaria di Charles Darwin cioè che l'evoluzione è graduale ed a velocità non costante e quindi la coerenza con i fossili è mantenuta e la teoria degli equilibri punteggiati è stata considerata una riproposizione d'una teoria già esistente.

## Storia
Il modello degli equilibri punteggiati ebbe origine come una estensione del concetto di Ernst Mayr di rivoluzioni genetiche riguardo alle speciazioni allopatriche ed in particolar modo riguardo alle speciazioni parapatriche.
Per quanto le prime basi del modello furono proposte ed ipotizzate da Mayr nel 1954, gli storici della scienza riconoscono nello scritto del 1972 di Niles Eldredge e Stephen Jay Gould il documento fondante questo nuovo indirizzo di ricerca paleobiologica.
Il modello degli equilibri punteggiati differisce dall'ipotesi originaria di Mayr in quanto Eldredge e Gould posero in particolare rilievo i periodi di stasi; al contrario Mayr poneva in rilievo l'apparente "saltuarietà morfologica", cioè la percezione di un'improvvisa comparsa di nuove strutture anatomiche (punctuational patterns), la quale si riscontrava durante l'analisi dell'anatomia dei fossili presenti in strati geologici successivi.
Mayr si disse concorde con quanto riportato da Eldredge e Gould, ammettendo che la presenza dei periodi di stasi evolutiva, periodi di stasi sostenuti dai due paleontologi, erano "inaspettati dai biologi evolutivi" e che il modello degli equilibri punteggiati "aveva un impatto notevole sulla paleontologia e la biologia evolutiva".
Precedentemente allo scritto congiunto del 1972, Eldredge pubblicò uno scritto nel 1971 sul Journal of Evolution, in cui suggeriva che se l'evoluzione graduale fosse stata costante si sarebbero dovute ritrovare successioni di fossili che dimostrassero tale costanza dell'evoluzione, ma molto raramente le successioni di fossili ritrovati confermavano tale gradualismo e costanza nella trasformazione di una specie in un'altra, pertanto egli riteneva che il probabile meccanismo preferito dall'evoluzione fosse quello proposto da Ernst Mayr, giudicandolo come un possibile modo per risolvere la questione sulla costanza o meno dell'evoluzione.
Eldredge e Gould presentarono il loro lavoro ed i loro risultati durante il congresso annuale della Società Geologica Americana (Geological Society of America) nel 1971. Il congresso concentrò la sua attenzione sulla possibilità degli studi moderni di dare nuova vita ai vari aspetti della paleontologia ed agli studi sull'evoluzione. Tom Schopf, responsabile dell'organizzazione del congresso, assegnò a Gould il tema della speciazione. Gould richiamò l'attenzione sulla pubblicazione del 1971 di Eldredge sostenendo che costui aveva presentato le uniche idee nuove ed interessanti sulle implicazioni paleontologiche, per questo motivo chiese a Schopf che egli potesse presentare il lavoro congiuntamente a Eldredge.
Riguardo l'elaborazione del modello, secondo Gould, le idee vennero principalmente da Eldredge; Gould coniò il termine equilibri punteggiati (punctuated equilibrium) e scrisse la maggior parte degli articoli, in particolare quello del 1972, ma Gould riteneva che in Eldredge si dovesse identificare il primo autore negli articoli scientifici firmati Eldredge e Gould.

## Interpretazioni distorte della teoria degli equilibri punteggiati
Il modello degli equilibri punteggiati è stato a volte frainteso o male interpretato.

### Dati negativi
Un'obiezione frequente a questo modello fu che questo si basasse sull'assenza di fossili transitori, e tuttavia l'assenza di tali fossili non potrebbe essere qualificata scientificamente come una prova significativa in quanto l'evento della fossilizzazione si verifica molto raramente ed in alcuni casi ricerche successive hanno permesso di effettuare ritrovamenti di fossili ascrivibili a specie transitorie.
Gould sottolineò che il modello degli equilibri punteggiati non si appoggia unicamente su dei dati negativi, come l'assenza di fossili transitori, ma anche su dei dati positivi, come l'esistenza dei periodi di stasi, i periodi di stasi sono caratterizzati da lunghi periodi di tempo dove in una specie non si osserva nessun cambiamento morfologico rilevante. Secondo un aforisma celebre di Stephen Jay Gould, "stasis is data" (la stasi è un dato), nonostante la tendenza dei paleontologi a trascurare la semplice assenza di cambiamento quando osservano in un fossile, l'assenza di cambiamento costituisce un dato reale e positivo.

### Forme intermedie
Il modello degli equilibri punteggiati è talvolta frainteso, intendendolo come la negazione dell'esistenza di fossili di forme intermedie e quindi presentandolo come una spiegazione a questa assenza.
Gould fece notare che il modello degli equilibri punteggiati riguarda unicamente la formazione delle nuove specie con l'assenza di forme intermedie tra specie differenti. La specie è una dei pioli più bassi della classificazione tassonomica del mondo vivente, le specie intermedie tra gruppi più ampi, per esempio tra rettili e mammiferi o tra dinosauri ed uccelli, sono al contrario numerose. "Le forme intermedie mancano abitualmente al livello delle specie, ma abbondano tra gruppi più ampi", scrive Gould.
Il modello degli equilibri punteggiati (o intermittenti) è stato discusso anche da Futuyma 2008 (vedi bibliografia qui). Per l'A. esistono varie serie fossili con forme intermedie, dove i cambiamenti morfologici sono associati a vere speciazioni (esempio, Briozoi del genere Metrarabdotos). Così anche sono trattate serie fossili di ammoniti, con cambiamenti morfologici, speciazioni e forme intermedie in Venturi e al. 2010 (vedi Bibliografia qui).

### Mostro promettente o Mostro di belle speranze
Una parte delle obiezioni formulate contro il modello degli equilibri punteggiati consiste nel suo avvicinamento al modello del "mostro promettente". Questo differente modello dell'evoluzione fu elaborato inizialmente negli anni 1930 dal genetista Richard Goldschmidt, e suppone che una sola mutazione di grande ampiezza potrebbe dare nascita ad una nuova specie, addirittura ad un nuovo "grande gruppo" di esseri viventi, permettendo la comparsa, in una sola tappa ad un nuovo piano di organizzazione tassonomica.
Il modello degli equilibri punteggiati afferma invece che la formazione delle nuove specie è geologicamente istantanea, nel senso che passando da uno strato al successivo si osserva "istantaneamente" la comparsa di una nuova specie, gli strati geologici impiegano però migliaia di anni a formarsi quindi, l'effettiva evoluzione di una nuova specie può implicare una durata reale di alcune migliaia di anni, ed implicare un numero significativo di piccole mutazioni, piuttosto che una sola mutazione di grande ampiezza. La teoria del mostro promettente mirava a spiegare la nascita dei grande gruppi caratterizzati da innovazioni evolutive radicali. Il modello degli equilibri punteggiati si accentra al contrario sul fenomeno di speciazione e sulla distinzione fra tempo geologico e successioni degli strati, un fossile che rimane imprigionato in uno strato formatosi in milioni di anni, anche se negli strati precedenti non vi fosse traccia di organismi simili a quello fossilizzato, non significherebbe che tale specie si sia evoluta istantaneamente, bensì in milioni di anni, o comunque in un numero di milioni di anni pari a quelli che lo strato geologico ha necessitato per formarsi.
Il punto comune tra il modello degli equilibri punteggiati ed il modello del mostro promettente consiste nella supposizione di un cambiamento evolutivo veloce. Gould si è dichiarato favorevole ad una forma moderata della teoria del mostro promettente, ma queste dichiarazioni erano, nel loro contesto, senza rapporto diretto coi suoi lavori sul modello degli equilibri punteggiati.

### Abusi ideologici
Dalle correnti creazioniste proviene una storpiatura strumentale delle obiezioni sollevate dal modello degli equilibri punteggiati contro le imperfezioni del modello sviluppato nella teoria sintetica dell'evoluzione, tali storpiature mediaticamente vengono impiegate al fine di screditare l'insieme delle teorie dell'evoluzione conseguenti alle ipotesi formulate da Darwin. Tuttavia il modello degli equilibri punteggiati ed i lavori scientifici che ad esso sono legati non rimettono in causa i fondamenti della teoria dell'evoluzione di Darwin e non discutono la validità ed il ruolo della selezione.
Il modello degli equilibri punteggiati non ammette la confusione tra modelli scientifici che si basano sulla ricerca, sulla sperimentazione e sulla verifica continua, con atteggiamenti di natura fideista.

## Podarcis sicula

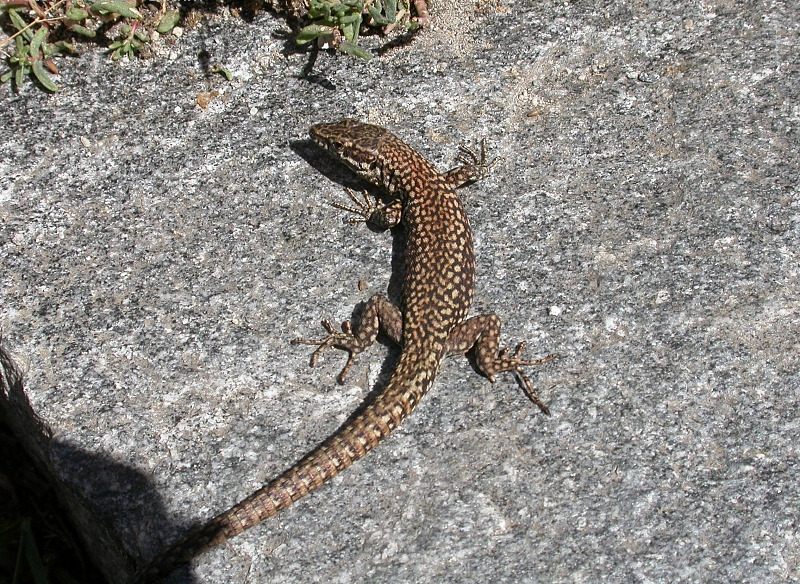
Podarcis sicula. Lucertole della specie P. sicula depositate sullo scoglio di Hrid Pod Mrčaru nel 1971 si sono evolute in 36 anni, in modo da disporre di un nuovo organo di digestione, la valvola ileo-cecale, assente dalla specie di origine.

Nel 2004, una squadra scientifica guidata da Duncan Irschick ed Anthony Herrel si è recata sullo scoglio dalmata di Hrid Pod Mrčaru nel mare Adriatico per osservare una specie di lucertola conosciuta sotto il nome di "lucertola delle rovine". Questa lucertola fu introdotta sull'isola nel 1971 dalla squadra del professore Eviatar Nevo, uno specialista dell'evoluzione che non aveva più potuto seguire l'osservazione di questa specie a causa dei conflitti iugoslavi.
Questi studiosi, 36 anni dopo l'introduzione di questo rettile sull'isola, osservarono dei notevoli cambiamenti morfologici nella colonia di Podarcis sicula (lucertola delle rovine) presente sull'isola. L'analisi del DNA mitocondriale effettuata sulle lucertole isolane ha dimostrato che si trattava sempre di lucertole appartenenti alla stessa specie Podarcis sicula, ma che differenze morfologiche notevoli tendono a distinguere questa popolazione. Gli esemplari studiati sono più grandi dei loro simili del continente, la loro mascella risulta più potente, il loro regime alimentare si è modificato, le lucertole continentali sono essenzialmente insettivore, le lucertole sull'isola sono diventate principalmente erbivore, e sono apparsi al livello degli intestini strutture che permettono di facilitare la digestione delle erbe (la valvola ileo-cecale). Questa scoperta è ritenuta in linea con il modello di evoluzione graduale ed a velocità non costante promossa dal neodarwinismo.